# Acomys subspinosus
Acomys subspinosus (Акоміс капський) — вид родини Мишеві (Muridae).

## Поширення
Країни поширення: Південно-Африканська Республіка (Східна Капська провінція, Північна Капська провінція). Мешкає не вище 1000 м над рівнем моря. Цей вид пов'язаний зі скелястими ділянками на схилах гір у рослинності Фейнбас.

## Опис
Верхні частини тіла сіро-коричневі, боки світліші. Нижня сторона тіла біла. Вага близько 21 гр. Активний уночі.